# Catedral Nossa Senhora do Paraíso
A Catedral Nossa Senhora do Paraíso é a sede episcopal da Eparquia Greco-Melquita Nossa Senhora do Paraíso da Igreja Greco-Católica Melquita no Brasil. O templo está localizado no bairro do Paraíso, na cidade de São Paulo.
Construída no ano de 1952, com projeto arquitetônico de autoria de Benedito Calixto de Jesus Neto, tornou-se a Sé episcopal em 29 de novembro de 1971 após ter sido esta transferida da Igreja de São Basílio, no Rio de Janeiro.

## Eparcas
|         | Nome                 | Período     | Notas                          |
| Eparcas | Eparcas              | Eparcas     | Eparcas                        |
| ------- | -------------------- | ----------- | ------------------------------ |
| 6°      | George Khoury        | 2019        |                                |
| 5º      | Joseph Gébara        | 2014 — 2018 |                                |
| 4º      | Farès Maakaroun      | 1999 — 2014 | Eparca emérito                 |
| 3º      | Pierre Mouallem, MSP | 1990 — 1998 | Eleito Arcebispo de Akka       |
| 2º      | Spiridon Mattar      | 1978 — 1990 | Eparca emérito.                |
| 1º      | Elias Coueter        | 1971 — 1978 | Renunciou por limite de idade. |